# 崔士棨
崔士棨（1552年—？），字傳甫，號樅窗、成臺，河南彰德府安陽縣人，民籍，明朝政治人物。

## 生平
隆庆四年（1570年）庚午科河南鄉試第四十四名，萬曆十一年（1583年）癸未科會試第八十一名，登三甲第一百二十五名進士。大理寺觀政，本年任直隶南宫知縣，丁憂。十六年復除山東德平知縣。十九年改調，二十一年調清丰县，二十二年升户部主事，二十四年管四大仓，二十六年升员外郎，二十七年升臨江知府，本年調汾州知府，三十二年考察調簡，本年補延安知府，本年又調常德知府，养病。

## 家族
曾祖崔陞，曾任布政司右參政進階中奉大夫；祖父崔銑，曾任南京禮部右侍郎  贈尚書 諡文敏；父崔汲，曾任鴻臚寺序班。母馬氏；繼母蔣氏。慈侍下。